# Pod Panským lesem
Pod Panským lesem je bývalá přírodní památka ev. č. 1247 v okrese Prostějov na západním okraji obce Malé Hradisko (Olomoucký kraj).

## Původní předmět ochrany
Důvodem ochrany byla vlhká louka s hojným výskytem upolínu evropského (Trollius europaeus), která ovšem v důsledku nesprávné péče o území (absence kosení luk a zarůstání dřevinami) na lokalitě téměř zanikla a upolín vymizel.
Z chráněných rostlin se na lokalitě vyskytoval zvonečník hlavatý (Phyteuma orbiculare) či čilimník řezenský (Chamaecytisus ratisbonensis).

## Zrušení ochrany
Zrušení ochrany bylo provedeno nařízením Olomouckého kraje schváleného usnesením Rady Olomouckého kraje dne 5. června 2014. Nařízení nabylo platnosti 23. června 2014 (15 dní od jeho vyhlášení ve Věstníku právních předpisů Olomouckého kraje).

## Flóra a vodstvo
Na části území se nachází starý sad. 
Vodstvo je z lokality odváděno potůčkem, jenž po pár set metrech vtéká do říčky Zábrana.

## Geologie
Podloží je tvořeno kulmskými drobami, nad nimi jsou v údolí potůčku vyvinuté gleje, směrem do svahu přecházející do pseudoglejů a kambizemí.

## Fotogalerie

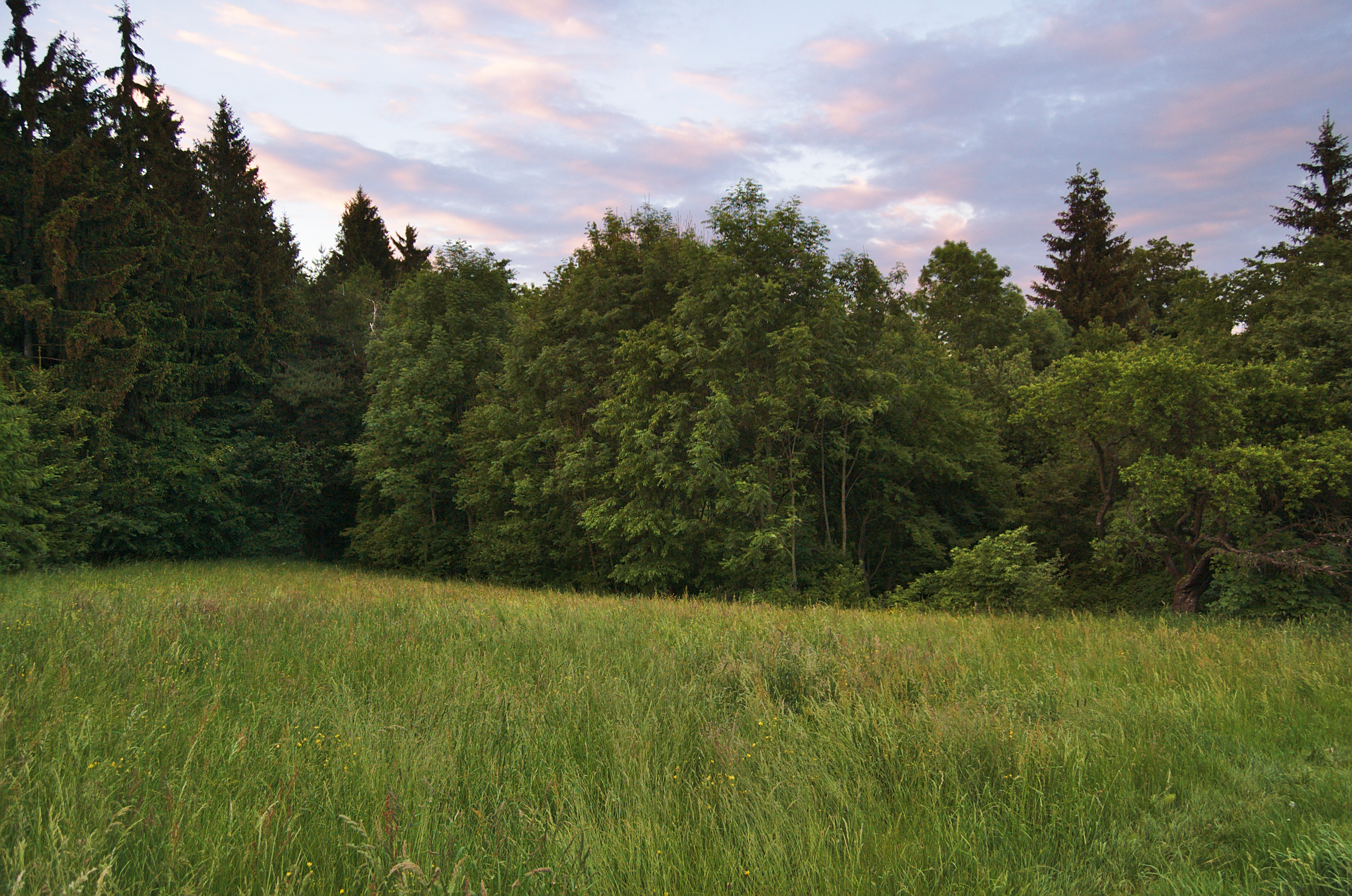
Západní část
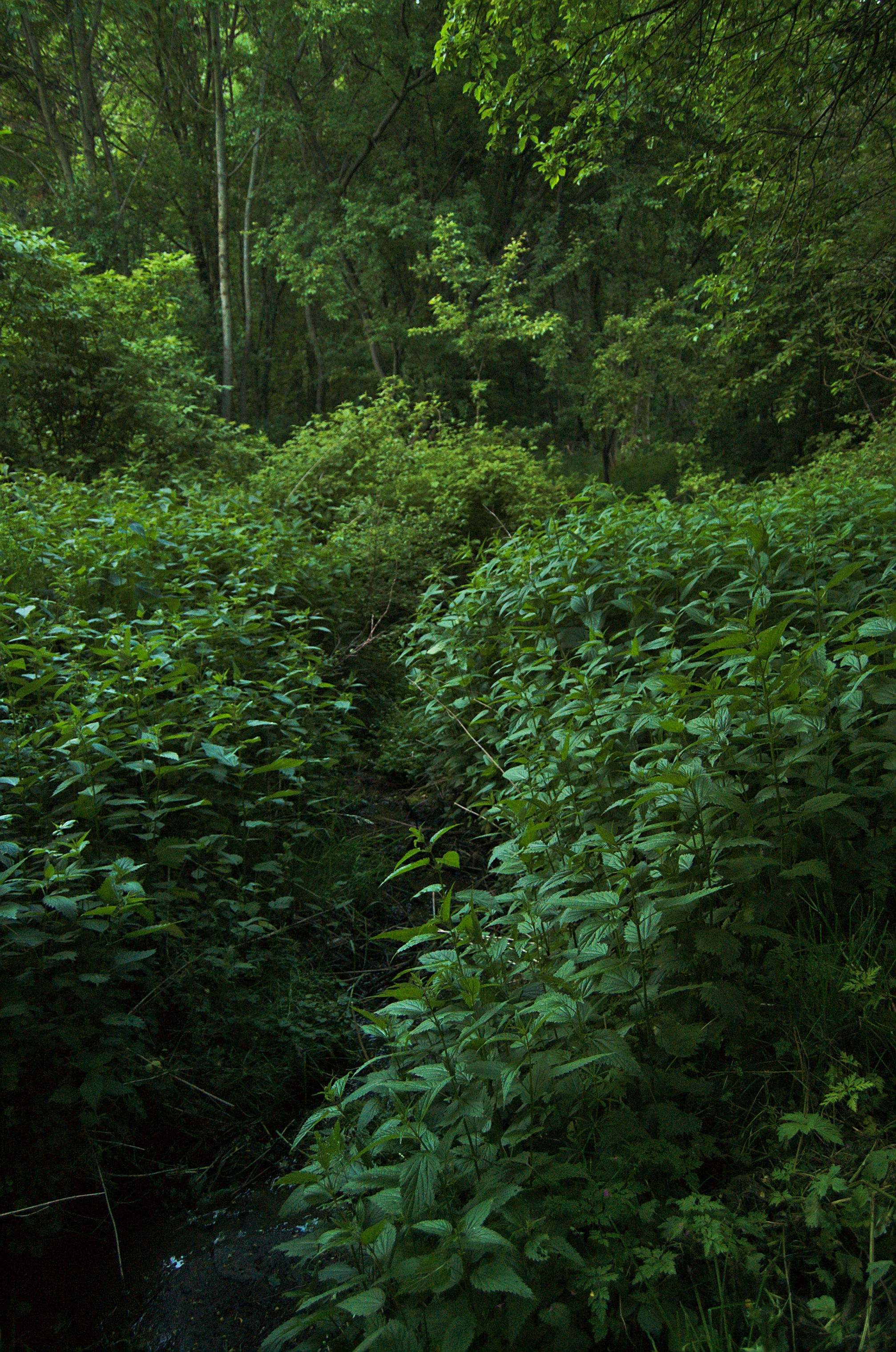
Zarostlý potůček uprostřed přírodní památky
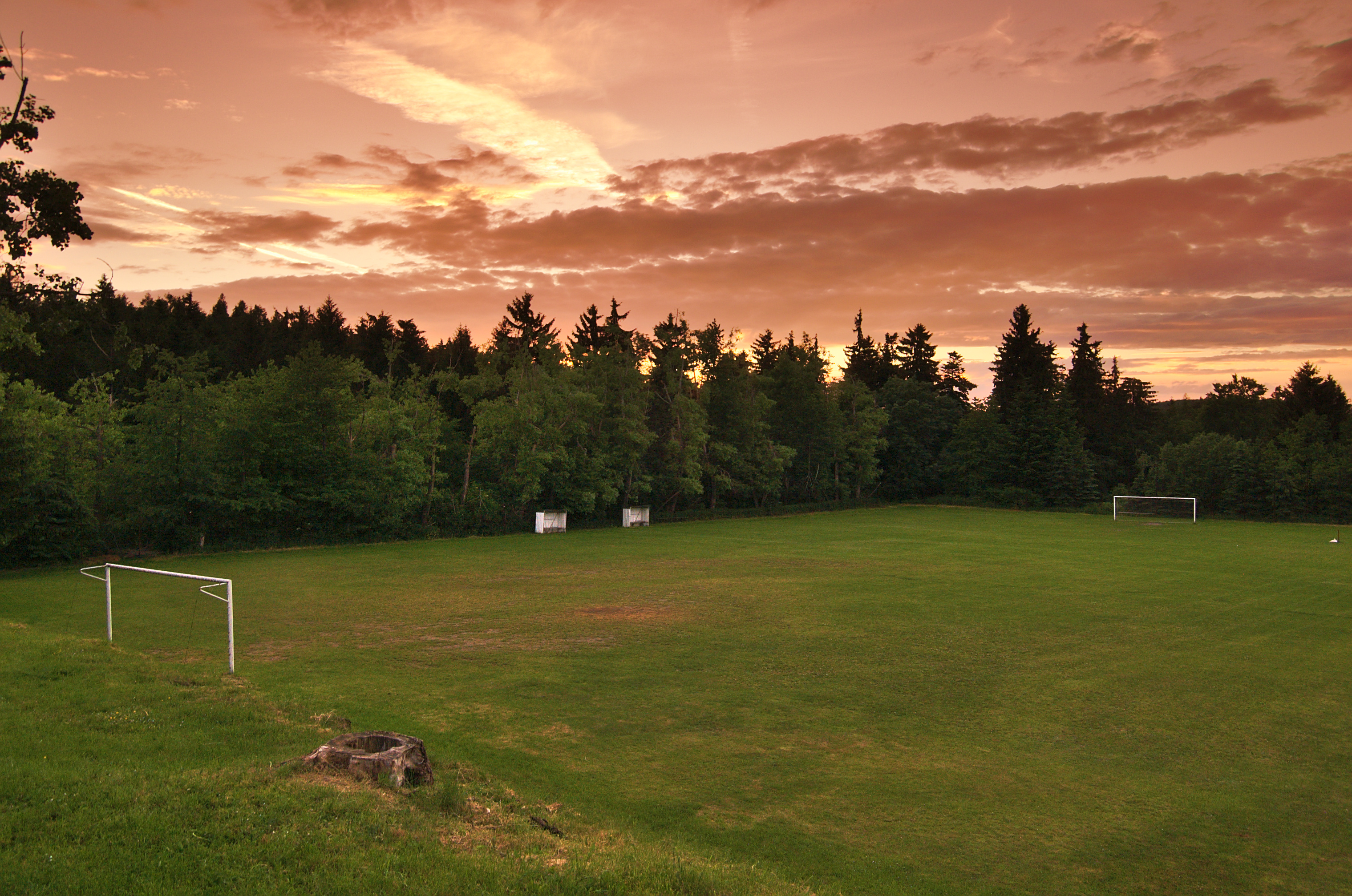
Fotbalové hřiště, za jehož okrajem se nalézala přírodní památka